# Igor Martínez
Igor Martínez Caseras (Vitoria, Álava, 19 de julio de 1989) es un exfutbolista español que jugaba de delantero.

## Trayectoria
Salió de la cantera del Club Deportivo Alavés, equipo con el que militó tres temporadas en su primera plantilla. Fue fichado por el Athletic Club en el verano de 2010 a cambio de 250.000 euros. Debutó en Primera División en el estadio de El Molinón, el 18 de septiembre de 2010, jugando de titular en el partido contra el Sporting de Gijón y cuajando una gran actuación. Dio la asistencia a Carlos Gurpegi para que marcara el 2-1 en el minuto 29. Fue sustituido en el minuto 69 por Ion Vélez, que volvía de una lesión. Esa temporada jugó 8 partidos de Liga acumulando 381 minutos.
Tras pasarse la gran parte de la campaña 2011/2012 lesionado, comenzó la siguiente temporada en forma y preparado para jugar. El 30 de agosto de 2012 salió desde el banquillo en el partido de clasificación de la Europa League, contra el HJK Helsinki, en el que marcó el gol que puso el empate a 3 final en el marcador. De esa forma se estrenó como goleador del Athletic Club.
El 3 de julio de 2013, encontrándose sin equipo tras no haber renovado su contrato con el Athletic Club, se vinculó contractualmente con el Club Deportivo Mirandés, equipo en el que jugó dos temporadas en Segunda División.
Tras anunciarse su marcha, varios equipos presentaron ofertas al jugador. Finalmente se hizo efectivo el traspaso del jugador al CD Lugo por dos temporadas. En 2017 regresó al CD Mirandés, ya en Segunda B. El 12 de julio de 2018 se hizo oficial su llegada a la UD Melilla.
En julio de 2019 firmó por la Real Balompédica Linense. El 6 de octubre de 2020, por medio de un comunicado, anunció su retirada como futbolista debido a las lesiones que le habían impedido jugar casi toda la temporada.

## Selección nacional
Fue internacional sub-19 en dos ocasiones. El 7 de octubre de 2010 fue convocado por primera vez con la selección sub-21 de España para competir en los partidos amistosos del 9 y 12 de octubre en Burgos y Varazdin ante Croacia, aunque no llegó a debutar.

## Clubes
| Club                     | País   | Año         | Partidos | Goles |
| ------------------------ | ------ | ----------- | -------- | ----- |
| Deportivo Alavés         | España | 2007 - 2010 | 89       | 12    |
| Bilbao Athletic          | España | 2010 - 2013 | 31       | 2     |
| Athletic Club            | España | 2010 - 2013 | 18       | 1     |
| Club Deportivo Mirandés  | España | 2013 - 2015 | 70       | 5     |
| Club Deportivo Lugo      | España | 2015 - 2017 | 34       | 2     |
| Club Deportivo Mirandés  | España | 2017 - 2018 | 34       | 1     |
| Unión Deportiva Melilla  | España | 2018 - 2019 | 43       | 1     |
| Real Balompédica Linense | España | 2019 - 2020 | 5        | 0     |

## Palmarés

### Clubes

#### Campeonatos nacionales
| Título       | Podio      | País   | Club          | Año  |
| ------------ | ---------- | ------ | ------------- | ---- |
| Copa del Rey | Subcampeón | España | Athletic Club | 2012 |

#### Campeonatos internacionales
| Título                  | Podio      | Sede     | Club          | Año  |
| ----------------------- | ---------- | -------- | ------------- | ---- |
| Liga Europea de la UEFA | Subcampeón | Bucarest | Athletic Club | 2012 |

## Distinciones individuales
| Distinción       | Año  |
| ---------------- | ---- |
| Trofeo Amets bat | 2011 |